# Tramway de Boma
| Station Boma-Plateau der Dampfstraßenbahn, um 1910 |                                    |                                           |                                           |
| Streckenverlauf, 1890 Borna-Plateau. Das Chalet des Generalgouverneurs, die eiserne Kirche und die Dampfstraßenbahn der Compagnie des Magasins Généraux, um 1891  |                                    |                                           |                                           |
| Streckenlänge: | 2 km                               |                                           |                                           |
| Spurweite: | Erst 610 mm (2 Fuß), später 600 mm |                                           |                                           |
| |                                    |                                           |                                           |
| \| \| 2 \| Boma-Rive \| 7 m ü. M. \| \| \| 0 \| Boma-Plateau \| 14 m ü. M. \| \| \| \| zu den Chemins de Fer Vicinaux du Mayumbe \| \| \| \| \| nach Tshela \| \| |                                    |                                           |                                           |
| Kopfbahnhof Streckenanfang (Strecke außer Betrieb) | 2                                  | Boma-Rive                                 | 7 m ü. M.                                 |
| Bahnhof (Strecke außer Betrieb) · Kopfbahnhof Streckenanfang (Strecke außer Betrieb)                                                                              | 0                                  | Boma-Plateau                              | 14 m ü. M.                                |
| Strecke nach links (außer Betrieb) · Abzweig geradeaus und von rechts (Strecke außer Betrieb)                                                                     |                                    | zu den Chemins de Fer Vicinaux du Mayumbe | zu den Chemins de Fer Vicinaux du Mayumbe |
| |                                    | nach Tshela                               |                                           |

Die Tramway de Boma (deutsch Dampfstraßenbahn Boma) war eine von 1884 bis 1904 im Kongo betriebene Schmalspurbahn mit einer Spurweite von anfangs 610 mm (2 Fuß) und später 600 mm.

## Geschichte
Die Compagnie des Magasins généraux du Congo baute und eröffnete am 4. März 1890 ein Hotel, ein Restaurant und die mit anfänglich zwei Lokomotiven betriebene Dampfstraßenbahn. Die Gesellschaft war eine Tochtergesellschaft der Compagnie du Congo pour le Commerce et l'Industrie. Die Strecke wurde mit einer Spurweite von 610 mm gebaut und später auf nominell 600 mm umbespurt. Am 4. Februar 1897 übernahm der Staat den Betrieb der Bahnstrecke.

## Betrieb
Die Dampfstraßenbahn verkehrte in Boma, einer Stadt in der Provinz Bas-Congo im unabhängigen Staat Kongo, der später Belgisch-Kongo und dann die Demokratische Republik Kongo wurde.  Die Straßenbahn ermöglichte eine Umsteigemöglichkeit zu den Chemins de Fer Vicinaux du Mayumbe und war mit diesen an einer Weiche verbunden.
Die Dampfstraßenbahn verband Boma-Plateau, wo sich die Unterkünfte befanden, mit Boma-Rive, wo das Hotel Excelsior und die Büros der Staatsverwaltung standen. Der Fahrplan nahm Bezug auf die Mahlzeiten: Die Trambahn fuhr dreimal täglich vor und nach den Mahlzeiten, da das Unternehmen für den Transport und die Verpflegung der Beamten verantwortlich war.